# Kalangala (district)
Kalangala is een district van Oeganda.
Kalangala telt 36.661 inwoners op een oppervlakte van 432 km². Het district is de bestuurlijke indeling van de Ssese-eilanden, een groep van 84 eilanden (waarvan 43 bewoond) in het noordwesten van het Victoriameer. Het grootste eiland is Bugala met een oppervlakte van 275 km² en lengte van 40 km. Hier bevindt zich ook de districtshoofdstad Kalangala.